# Phalange du pied
Les phalanges du pied (ou phalanges des orteils ou os des doigts du pied) sont les quatorze os longs formant le squelette des orteils. Elles sont dans le prolongement de chaque métatarsien.

## Description
Chaque orteil sauf le gros orteil ou hallux possède trois phalanges : une phalange proximale, une phalange moyenne et une phalange distale.
L'hallux ne possède que deux phalanges : une proximale et une distale.
Chaque phalange possède :
- une extrémité proximale  ou base de la phalange creusée d'une cavité articulaire,
- un corps,
- une extrémité distale articulaire ou tête de la phalange pour les phalanges proximales et moyennes, libre pour les phalanges distales.

Les têtes des phalanges proximales et moyennes portent une surface articulaire nommée trochlée de la phalange qui s'articule avec la surface articulaire de la base des phalanges plus distales pour former les articulations interphalangiennes du pied.
Les phalanges proximales ont un corps  grêle et cylindrique aplati transversalement.
Les phalanges moyennes sont réduites avec un corps très court.
Les phalanges distales sont encore plus réduites et présentent à leur extrémité la tubérosité des phalanges distales.